# Suraya Pakzad
Suraya Pakzad (persiano:ثریا پاکزاد); Afghanistan, ...) è un'attivista afghana per i diritti delle donne.  Nel 1999 ha fondato l'organizzazione Voice of Women, che ha iniziato insegnando alle ragazze a leggere, e ora fornisce alle donne un rifugio, consulenza e formazione professionale. L'organizzazione ha lavorato in segreto fino al 2001 a causa dei talebani.  Infatti, in due occasioni, le ragazze a cui veniva insegnato a leggere dovettero bruciare i loro libri per paura di essere scoperte. Voice of Women è stata nominata ONG ufficiale nel 2001 e nel 2002 è stata ufficialmente registrata presso il governo dell'Afghanistan. Ha anche contribuito a sviluppare la costituzione afghana.

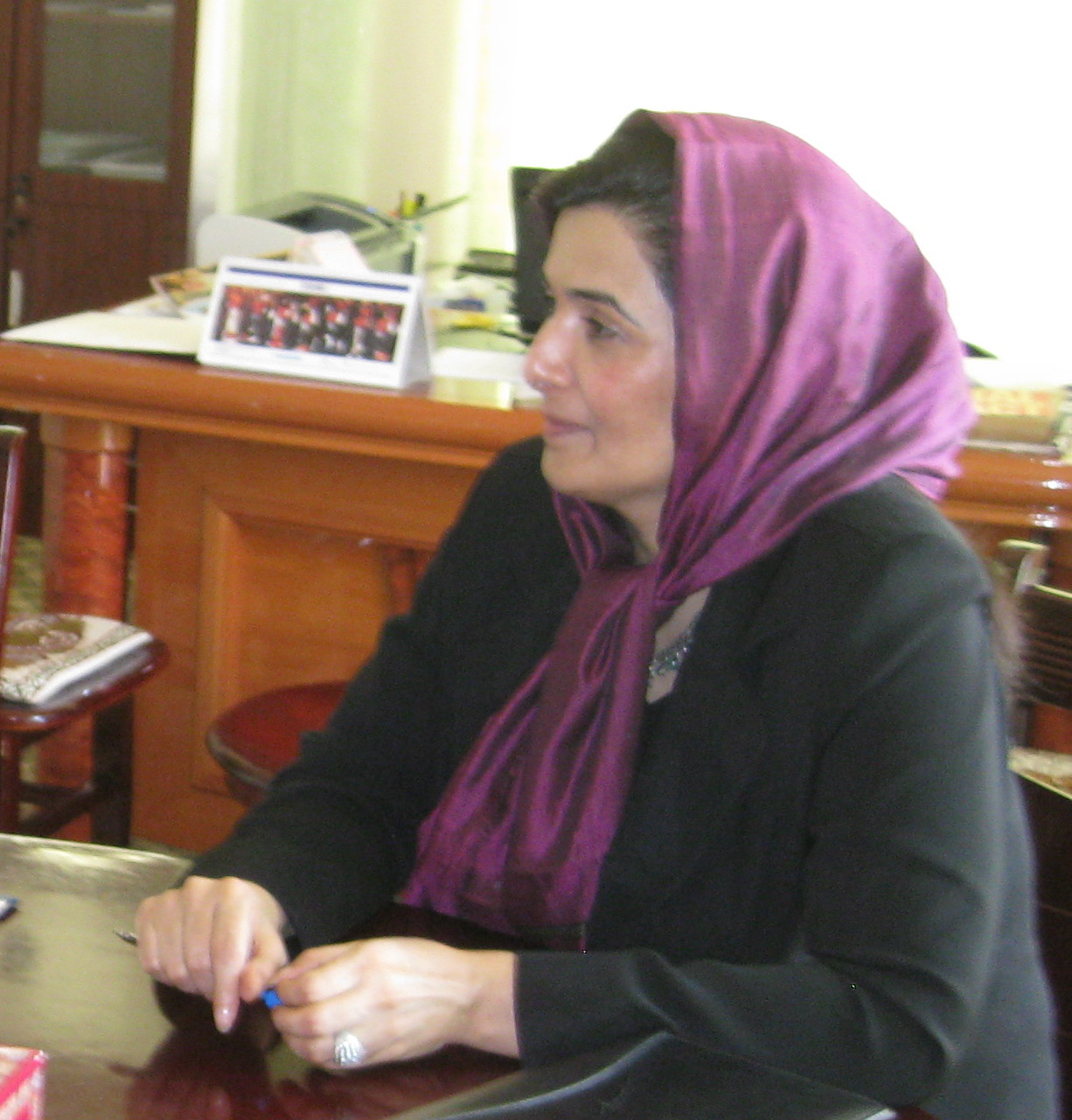
Suraya Pakzad

Nel 2008 Pakzad ha ricevuto l'International Women of Courage Award dal Segretario di Stato degli Stati Uniti e la "Medaglia Malali" dal Presidente dell'Afghanistan. È stata nominata una delle Time 100 nel 2009.

## Biografia

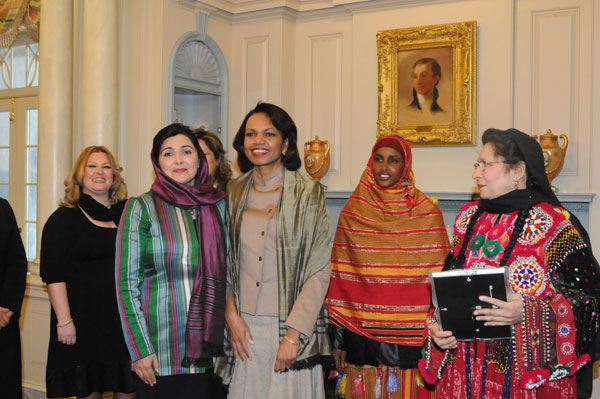
2008 Premi del Segretario di Stato per le donne internazionali di coraggio. Suraya Pakzad si trova (a sinistra) accanto a Condoleezza Rice

Pakzad si è laureata all'Università di Kabul in letteratura nel 1992. Ha fondato l'organizzazione Voice of Women nel 1998 per sostenere, in segreto durante il regime talebano, le donne afghane,  concentrandosi inizialmente sull'istruzione delle donne e delle ragazze. Pakzad ha anche offerto sostegno alle donne in fuga da matrimoni violenti, matrimoni forzati e donne recentemente rilasciate dal carcere sotto forma di sostentamento, sostegno sociale e psicologico e consulenza legale.

## Riconoscimenti
Nel 2010 ha ricevuto un dottorato honoris causa dall'Università della Pennsylvania e una laurea honoris causa Associate of Arts dal Burlington County College, nonché il Clinton Global Citizen Award. Nel 2011 Newsweek l'ha nominata una delle 150 donne che scuotono il mondo. Nel 2012 ha ricevuto il premio Female Leader of the Year dalla Fondazione austriaca per la leadership femminile in Germania.